# Casa do Pequeno Jornaleiro
A Casa do Pequeno Jornaleiro (CPJ) é uma instituição que tem como objetivo acolher, formar e orientar crianças e jovens (entre 11 e 18 anos de idade) das camadas sociais mais pobres.
Foi criada em 8 de setembro de 1940, pela ex-primeira-dama brasileira Darcy Vargas. Seu objetivo era inicialmente prestar assistência aos menores que trabalhavam como vendedores de jornais no centro do Rio de Janeiro.